# Роберт Антон Вілсон
Роберт Антон Вілсон (англ. Robert Anton Wilson; 18 січня 1932 — 11 січня 2007) — американський дослідник теорії змови.
Його твори, часто демонструють здорове почуття гумору і оптимізм, характеризуються самим автором як «спроба зламати умовні асоціації, щоб подивитися на світ новим способом, коли безліч моделей розпізнаються як моделі (карти) і жодна з моделей не підноситься як Правда». А також: «Моя мета звести людей у стан узагальненого агностицизму, не агностицизму виключно стосовно Бога, а агностицизму щодо всього».

## Біографія
Вілсон народився в методистській лікарні, в центрі Брукліна, Нью-Йорк, і провів свої перші роки життя у Флетбуші, переїхавши зі своєю родиною в Геррітсен-Біч у віці 4 або 5 років, де вони і жили поки йому не виповнилося 13. У дитинстві він перехворів на поліомієліт , наслідки якого давали про себе знати протягом усього його життя.
Він відвідував Політехнічний Коледж Брукліна та Університет Нью-Йорка, вивчаючи машинобудування і математику. Працював інженером, комівояжером, упорядником рекламних оголошень і редактором журналу «Playboy» з 1965 по 1971 рік. У 1979 році він отримав докторський ступінь в психології в університеті Паде в Каліфорнії, неакредитованому закладі, який незабаром було закрито. Його допрацьована дисертація була опублікована в 1983 р. під назвою «Prometheus Rising» (російською мовою книга вийшла під назвою «Психологія еволюції»).
У 1958 р. він одружився з письменницею Арлен Райлі (Arlen Riley); має чотирьох дітей. Їх дочка Луна (Luna), у віці 15 років була забита до смерті під час пограбування в 1976 році. Арлен померла в 1999 році після тривалої хвороби.

### Книги Вілсона
- Квантова Психологія[недоступне посилання з липня 2019]
- (Психологія еволюції)
- Моє життя після смерті
- Нова інквізиція